# Maxence Perrin
Pour les articles homonymes, voir Perrin.
Maxence Perrin, nom de scène de Maxence Simonet, né le 1er juin 1995 à Paris, est un acteur français.

## Biographie
Il est le fils de l'acteur et producteur Jacques Perrin, le frère aîné de l'acteur Lancelot Perrin et le demi-frère cadet de l'acteur Mathieu Simonet par son père.
Son prénom est celui que porte son père dans le film Les Demoiselles de Rochefort de Jacques Demy.
Il commence sa carrière d'acteur en 2004 en interprétant le rôle de Pépinot dans Les Choristes, film réalisé par son cousin Christophe Barratier et produit par son père (qui y tient également un rôle). Il retrouve le réalisateur en 2008 pour Faubourg 36.
En 2015, il tient le rôle-titre du téléfilm Un fils aux côtés de Michèle Laroque, diffusé sur France 2. Il y tient le rôle d'un jeune homme accusé de viol.

## Filmographie
Sauf indication contraire, les informations mentionnées dans cette section peuvent être confirmées par la base de données cinématographiques IMDb,  présente dans la section « Liens externes ».

### Cinéma
- 2004 : Les Choristes de Christophe Barratier : Pépinot enfant
- 2004 : Le Carnet rouge (court métrage) de Mathieu Simonet : L'enfant à la pièce perdue
- 2004 : For intérieur (court métrage) de Patrick Poubel : Criquet
- 2008 : Faubourg 36 de Christophe Barratier : Jojo
- 2018 : Abdel et la Comtesse d'Isabelle Doval : Gonzague
- 2019 : À cause des filles..? de Pascal Thomas
- 2023 : Les Derniers hommes de David Oelhoffen : Elsinger

### Télévision
- 2005 : Petit Homme (téléfilm) de Benoît d'Aubert : Malo
- 2014 : Un fils (téléfilm) d'Alain Berliner : Florian
- 2014 : Capitaine Marleau (série télévisée), épisode pilote Entre vents et marées de Josée Dayan : Yann Prigent
- 2022 : Capitaine Marleau (série télévisée), saison 4, épisode 7 La Der des der : Stan Wagner